# 산타나스타시아
산타나스타시아(이탈리아어: Sant'Anastasia)는 이탈리아 캄파니아주 나폴리도에 위치한 코무네다. 나폴리로부터 북동쪽으로 13km 거리에 있다.